# Neosilurus ater
Neosilurus ater és una espècie de peix de la família dels plotòsids i de l'ordre dels siluriformes.

## Morfologia
Els mascles poden assolir els 47 cm de llargària total i els 2 kg de pes.

## Distribució geogràfica
Es troba al nord d'Austràlia i a la part meridional central de Nova Guinea.